# Nattvardscalypso
Nattvardscalypso är en psalm med text är skriven av Fred Kaan och är översatt till svenska av Tomas Boström. Musiken är skriven av Doreen Potter efter "Linstad", jamaicansk traditionell melodi.
Musikarrangemanget i Psalmer i 2000-talets koralbok är gjort av Leif Nahnfeldt.

## Publicerad som
- Nr 891 i Psalmer i 2000-talet under rubriken "Kyrkan, Anden - människor till hjälp".